# Japanse eekhoorn
De Japanse eekhoorn (Sciurus lis), ook wel Japanse witbuikeekhoorn genoemd, is een knaagdier uit de familie van de eekhoorns (Sciuridae). De soort komt van nature voor in grote delen van Japan. Ze kreeg haar wetenschappelijke naam in 1844 van de Nederlandse zoöloog Coenraad Jacob Temminck.
De eekhoorn leeft na verspreiding door de mens ook in andere landen van Azië. In Nederland wordt de Japanse eekhoorn door hobbyisten in gevangenschap gehouden. Na ontsnapping lijkt ze zich hier soms te kunnen handhaven.